# 新疆共产主义者同盟
新疆共产主义者同盟，简称新疆共盟，又称战斗社，是中国新疆历史上的一个共产主义组织。
1944年11月7日，深受中国共产党成员影响的新疆学院学生张志远、赵普琳、王笃从及省立女子中学学生张玉珍等人在迪化（今乌鲁木齐）成立了秘密组织“新疆共产主义者同盟社”，韩世翼被推举为社长。该组织的自定目标和任务是：在中国共产党领导下，在新疆积极开展新民主主义革命宣传活动，并与伊犁、塔城、阿山的三区革命力量取得联系，联合新疆各族人民，共同进行反对国民党反动派统治的革命斗争。1944年12月，受中共党人影响的青年李泰玉、赵新亚、于江志、何锐等人也在新疆日报社秘密成立了另一个地下组织“共产主义小组”。1945年1月，这两个组织经协商后决定合并为“新疆共产主义者同盟”，并成立领导小组，由赵新亚任书记，李泰玉任宣传委员。一开始，该组织成员约有20人，很快发展到30多人。新疆共产主义者同盟编辑有内部手抄本刊物《战斗》，因此该组织又被称为战斗社。该组织除在新疆民众中进行政治宣传外，还积极寻求中国共产党的领导，并想办法帮助和支持被关押在狱中的中共党人。
1945年8月，受新疆共产主义者同盟的委派，张志远赴重庆与驻在那里的中共代表邓发、宋岱取得了联系，向二人汇报了新疆的情况和新疆共产主义者同盟的情况并接受了指示。根据他们的建议，新疆共产主义者同盟的部分成员于1946年陆续进入中共解放区。新疆共产主义者同盟留在迪化的成员重新选举李泰玉为书记，还吸收了罗志、涂治、禹占林、李维新等人加入组织。
1947年2月3日，该党同在三区活动的东突厥斯坦革命党合并为民主革命党。